# Cordova (Illinois)
Pour les articles homonymes, voir Cordova.
Le village de Cordova est situé dans le comté de Rock Island, dans l’État de l’Illinois, aux États-Unis. Sa population s’élevait à 672 habitants lors du recensement de 2010, estimée à 649 habitants en 2018.

## Source
- (en) Cet article est partiellement ou en totalité issu de l’article de Wikipédia en anglais intitulé « Cordova, Illinois » (voir la liste des auteurs).

1. ↑  (en) « Population and Housing Unit Estimates » (consulté le 8 mars 2020)
2. ↑  (en) « Census of Population and Housing », Census.gov (consulté le 4 juin 2015)